# 1988 EG
1988 EG är en asteroid som korsar Venus, Jordens och Mars omloppsbanor. Den upptäcktes 12 mars 1988 av den amerikanske astronomen Jeff T. Alu vid Palomar-observatoriet.
Den tillhör asteroidgruppen Apollo.